# 中村佳子 (モデル)
中村 佳子（なかむら よしこ、）は、日本のモデル、女優、司会者である。中央大学法学部法律学科卒業。

## 人物
- これまで数多くの企業PRステージに立ちMC、司会進行、ナレーター、モデル、通訳として活動している。
- 高学歴ならではの幅広い知識、特技の英語力を活かした様々なジャンルの安定した司会進行には定評がある。

## 出演作品
- 2ちゃんねるの呪いＶＯＬ．８　「邪視」（2012年）[2]

TV・CM
- アニマックス開局20周年記念TVCF
- 大正製薬「コーラックハーブ」
- ABCマートテレビCF
- アサヒスーパードライTVCF
- ナビスコTVCF
- 所さんの目がテン!
- ロンドンハーツ

VP
- 第一工商カラオケPV
- ソフトバンクVP
- 某探偵事務所VP

ラジオ
- 裏月it on

雑誌
- 百日草

広告
- 小田急ヨットクラブ
- 東京メトロ
- 富士通エフサス×大和ハウス（『週刊東洋経済』『PRESIDENT』『週刊ダイヤモンド』『日経新聞』『日刊工業新聞』『フジサンケイビジネスアイ』等掲載）
- 伊東園ホテルズ
- ソシエグループヘアカタログ

web
- 東京メトロ
- Muse&Co(アパレルサイト)
- Searia
- 大人Muse Web CM
- ROPEROPE' PICNIC
- 食べログ
- ダニテクト
- 美人時計

DVD
- ロングブレスダイエット

ステージ
- ＣＰ+（CASIO)
- 東京ドクモナイト(ファッションショー)
- ベルエポックステージモデル

その他
- 武市昌子杯 着付技術選手権モデル
- OVO PRイベントダンサー